# 川角博美
川角 博美（かわすみ ひろみ、1962年6月2日 - ）は、日本の短距離走の選手である。
1988年ソウルオリンピックで男子1600メートルリレー走に出場した。 

## 参照資料
1. ↑  “Hiromi Kawasumi Olympic Results”.  Sports Reference LLC. 2020年4月17日時点のオリジナルよりアーカイブ。2017年9月3日閲覧。